# U d'Àries
U d'Àries (U Arietis) és un estel variable a la constel·lació d'Àries. S'hi troba aproximadament a 2.530 anys llum del sistema solar.
U d'Àries és una variable Mira rica en oxigen de tipus espectral variable entre M4 i M9.5IIIe. La seva lluentor oscil·la entre magnitud +7,2 i +15,8 al llarg d'un període de 371,1 dies.
El seu diàmetre angular, mesurat en banda K, és de 6,11 mil·lisegons d'arc, mentre que mitjançant ocultació lunar s'ha obtingut un valor lleugerament superior, de 7,3 ± 0,3 mil·lisegons d'arc; ambdues mesures han estat realitzades prop del mínim. Així mateix, s'han observat discrepàncies entre mesures dutes a terme en diferents regions de l'espectre infraroig, que poden explicar-se per la presència d'una fina capa d'aigua calenta —entre 1.500 i 2.000 K— prop de la fotosfera de l'estel. El diàmetre d'U Arietis és ~ 610 vegades més gran que el del Sol, brillant amb una lluminositat 8.400 ± 3.500 vegades major que la lluminositat solar. La temperatura efectiva estimada, 2.280 ± 80 K, és més baixa del que caldria esperar per a una variable Mira (~ 3.000 K).
Com és característic en aquesta classe de variables, existeix pèrdua de massa estel·lar, que en el cas d'U d'Àries és de l'ordre de 57 × 10-8 vegades la massa solar per any. Es pensa que la seva progenitora era un estel de la seqüència principal de 1,3 masses solars.